# 킴벌리 도스 라모스
킴벌리 도스 라모스(Kimberly Dos Ramos, 1992년 4월 15일 ~ )는 베네수엘라의 배우, 모델, 댄서, 가수이다.

## 참여 작품

### 텔레비전
- 아모르 아 팔로스
- 케 엘 시엘로 메 엑스플리케
- 엘 로스트로 데 라 벵간사
- 마리도 엔 알킬레르
- 티에라 데 레에스
- 키엔 에스 키엔
- 비노 엘 아모르
- 포르 아마르 신 레이
- 라 데살마다